# Final Fantasy III
Final Fantasy III (ファイナルファンタジーIII Fainaru Fantajī Surī?) är det tredje spelet i spelserien Final Fantasy från Square.
Spelet släpptes till Famicom 1990. Det var det enda 2D-spelet i serien som aldrig släpptes till något annat format, och även det enda som aldrig hade blivit officiellt översatt från japanska.
I november 2006 släpptes en remake av spelet till Nintendo DS, för första gången översatt till engelska samt med förbättrad story och grafik i 3D. Denna version släpptes senare till IOS- och Androidenheter, samt Playstation Portable.

## Klassystem
Final Fantasy III:s klassystem är en uppgraderad version av klassystemet från Final Fantasy I. Samma system används även i Final Fantasy V, Final Fantasy X-2, Final Fantasy Tactics och Final Fantasy Tactics Advance.
Spelaren får fyra Onion Knights som under spelets gång får olika klassmöjligheter. Man kan även välja att byta klass för en viss mängd "Capacity points".
Spelets olika klasser är:
Krigar-klasser
- Onion Knight (たまねぎけんし)
- Fighter (せんし)
- Monk (モンク)
- Archer (かりゅうど)
- Knight (ナイト)
- Thief (シーフ)
- Dragon Knight (a.k.a. Dragoon) (りゅうきし)
- Viking (バイキング)
- Karate Master (からてか)
- Mystic Knight (まけんし)
- Ninja (にんじゃ)

Magiker-klasser
- White Mage (しろまどうし)
- Black Mage (くろまどうし)
- Red Mage (あかまどうし)
- Scholar (がくしゃ)
- Geomancer (ふうすいし)
- Conjurer (げんじゅつし)
- Bard (ぎんゅうしじん)
- Shaman (どうし)
- Warlock (まじん)
- Summoner (まかいげんし
- Sage (けんじゃ)